# Karwendelbach
Karwendelbach är ett vattendrag i Österrike.   Det ligger i förbundslandet Tyrolen, i den västra delen av landet, 400 km väster om huvudstaden Wien.
I omgivningarna runt Karwendelbach växer i huvudsak barrskog. Runt Karwendelbach är det tätbefolkat, med 530 invånare per kvadratkilometer.